# Null Positiv
Null Positiv es una banda de metal alemana  fundada en Lübbenau en 2015. Fusiona elementos de nu metal y de Neue Deutsche Härte. Null Positiv reconoce a bandas como Korn, Slipknot, In This Moment y System of a Down como sus principales influencias, junto con otras bandas como Rammstein. El nombre de la banda se traduce como "cero positivo", en referencia al  tipo de sangre O+

## Historia
El productor Oliver Pinelli esta detrás del primer EP Krieger., realizado en 2016, y los primeros dos álbumes Koma  (2017) y Amok  (2018).  Después la banda creó su  propio sello discográfico Triplebase.
Null Positiv interpretó el álbum Koma como acto de apoyo para Anthrax, The Raven Age y Life of Agony, y tuvo una actuación en el Wacken Open Air Festival  en 2017.
El guitarrista Martin Kotte dejó Null Positiv en 2018 por razones personales. Su sucesor, Bene Gugerbauer, tuvo una influencia significativa en el estilo musical de la banda. Debido a una  lesión de Eli Berlina en 2019, la banda tuvo que tomar un descanso forzado.  En mayo de 2019,  realizaron un tour como co-headliners con Ankor, a través de Suiza, Francia, Bélgica e Italia, y ganaron el recién creado concurso del M'era Luna Festival en 2019.
En 2020  realizaron su tercer álbum de estudio "Independenz", el cual  fue producido por la banda en su totalidad. [cita requerida]

## Discografía
- 2016: Krieger (EP, CD, Triplebase Records)
- 2017: Unvergessen (Sencillo, MP3, Triplebase Records)
- 2017: Koma (Álbum, CD, Triplebase Records)
- 2017: Live at Wacken Open Air (álbum en  vivo, DVD-V, Triplebase Records)
- 2018: Amok (Álbum, CD, Triplebase Records)
- 2020: Independenz (Álbum, CD, Triplebase Records)

## Videos musicales
- 2016: Friss dich auf (dirigido por Daniel Flax)
- 2016: Kollaps (dirigido por Daniel Flax)
- 2016: Zukunft ungewiss (dirigido por Daniel Flax)
- 2017: Unvergessen (dirigido por Daniel Flax)
- 2017: Koma (dirigido por Daniel Flax)
- 2017: Wo Rauch ist, ist auch Feuer (dirigido por Daniel Flax)
- 2017: Hass (dirigido por Michael Roob)
- 2017: Hoffnung ist ein suesses Gift (dirigido por Michael Roob)
- 2018: Amok (dirigido por Michael Roob)
- 2018: Trauma (dirigido por Michael Roob)
- 2019: Turm der Angustia (dirigido por Michael Roob)
- 2020: Freiheit (dirigido por Michael Roob)
- 2020: Independenz (dirigido por Michael Roob)
- 2020: Kommen und Gehen (dirigido por Michael Roob)